# 21st Century Breakdown
21st Century Breakdown (em português:  Colapso do Século XXI) é o oitavo álbum de estúdio da banda norte-americana de punk rock Green Day. O álbum foi lançado em 15 de maio de 2009 e foi produzido por Butch Vig, baterista do Garbage.
O disco é dividido em três atos, "Heroes and Cons", "Charlatans and Saints" e "Horseshoes and Handgrenades" e acompanha um casal de jovens, Christian e Gloria, na miséria e esperança do novo século. Musicalmente, o disco continua o estilo opera rock do seu antecessor, American Idiot. Mike Dirnt disse à revista Alternative Press que as músicas "falam umas com as outras assim como as músicas de Born to Run. Não sei se é o que chamariam de 'álbum conceitual', mas há um fio que conecta tudo". A MTV americana comparou o projeto com outros mais clássicos, como The Who.
Como seu antecessor, o álbum é como uma narrativa. A banda diz que o disco acompanha o casal enquanto ele "lida com a sujeira que o nosso 43° presidente deixou…". A Rolling Stone afirmou que o novo álbum é "ainda mais ambicioso que American Idiot" e "um disco com ideais punk, pesado no conteúdo, mantendo a sensação do rock clássico". A banda mixou as 18 faixas em março. O álbum estreou em 1° nas paradas em mais de 14 países, as vendas mundias ultrapassaram 2.200.000, sendo o 4° álbum mais vendido do ano.
Hoje o álbum já passa de 5.500.000 cópias vendidas mundialmente, e mais de 1.500.000 cópias vendidas apenas nos Estados Unidos.

## Reconhecimentos
| Publicação    | País           | Lista                                               | Ano  | Posição |
| ------------- | -------------- | --------------------------------------------------- | ---- | ------- |
| Rolling Stone | Estados Unidos | Best Albums of 2009                                 | 2009 | 5       |
| Kerrang!      | Reino Unido    | Reader's Choice: Best 50 Albums of the 21st Century | 2009 | 17      |
| Rhapsody      | Estados Unidos | The 25 Best Albums of 2009                          | 2009 | 16      |

## Faixas
Todas as letras escritas por Billie Joe Armstrong, todas as músicas compostas por Green Day.
| N.º | Título                | Duração |  |
| 1.  | "Song of the Century" | 0:57    |  |

| Ato I: Heroes and Cons |                          |         |  |
| N.º                    | Título                   | Duração |  |
| 2.                     | "21st Century Breakdown" | 5:09    |  |
| 3.                     | "Know Your Enemy"        | 3:10    |  |
| 4.                     | "¡Viva la Gloria!"       | 3:30    |  |
| 5.                     | "Before the Lobotomy"    | 4:37    |  |
| 6.                     | "Christian's Inferno"    | 3:07    |  |
| 7.                     | "Last Night on Earth"    | 3:56    |  |

| Ato II: Charlatans and Saints |                                  |         |  |
| N.º                           | Título                           | Duração |  |
| 8.                            | "East Jesus Nowhere"             | 4:34    |  |
| 9.                            | "Peacemaker"                     | 3:24    |  |
| 10.                           | "Last of the American Girls"     | 3:51    |  |
| 11.                           | "Murder City"                    | 2:54    |  |
| 12.                           | "¿Viva la Gloria? (Little Girl)" | 3:47    |  |
| 13.                           | "Restless Heart Syndrome"        | 4:21    |  |

| Ato III: Horseshoes and Handgrenades |                                                            |         |  |
| N.º                                  | Título                                                     | Duração |  |
| 14.                                  | "Horseshoes and Handgrenades"                              | 3:14    |  |
| 15.                                  | "The Static Age"                                           | 4:16    |  |
| 16.                                  | "21 Guns"                                                  | 5:21    |  |
| 17.                                  | "American Eulogy" (A. "Mass Hysteria" / B. "Modern World") | 4:26    |  |
| 18.                                  | "See the Light"                                            | 4:35    |  |
| Duração total:                       | Duração total:                                             | 69:16   |  |

### Faixas bônus
Todas as letras escritas por Billie Joe Armstrong, todas as músicas compostas por Green Day, exceto onde indicado.
| Amazon.com MP3 version |                     |         |  |
| N.º                    | Título              | Duração |  |
| 19.                    | "Burnout" (ao vivo) | 2:21    |  |

| iTunes deluxe edition |                                                                      |                |         |  |
| N.º                   | Título                                                               | Compositor(es) | Duração |  |
| 19.                   | "A Quick One While He's Away" (performance original por The Who)     | Pete Townshend | 7:59    |  |
| 20.                   | "Another State of Mind" (performance original por Social Distortion) | Mike Ness      | 2:46    |  |

| iTunes pre-order edition |                                                             |                |         |  |
| N.º                      | Título                                                      | Compositor(es) | Duração |  |
| 21.                      | "That's All Right" (performance original por Elvis Presley) | Arthur Crudup  | 2:01    |  |
| 22.                      | "Like a Rolling Stone" (performance original por Bob Dylan) | Bob Dylan      | 6:10    |  |

| Live in Japan (Edição japonesa / Target exclusive edition bonus CD) |                                        |                      |           |         |  |
| N.º                                                                 | Título                                 | Letras               | Música    | Duração |  |
| 1.                                                                  | "American Idiot" (ao vivo)             | Billie Joe Armstrong | Green Day | 4:18    |  |
| 2.                                                                  | "Jesus of Suburbia" (ao vivo)          | Armstrong            | Green Day | 9:22    |  |
| 3.                                                                  | "Holiday" (ao vivo)                    | Armstrong            | Green Day | 4:34    |  |
| 4.                                                                  | "Are We the Waiting" (ao vivo)         | Armstrong            | Green Day | 2:49    |  |
| 5.                                                                  | "St. Jimmy" (ao vivo)                  | Armstrong            | Green Day | 2:58    |  |
| 6.                                                                  | "Boulevard of Broken Dreams" (ao vivo) | Armstrong            | Green Day | 4:41    |  |

### B-sides
| Canção           | Duração | Lançada(s)                  |
| ---------------- | ------- | --------------------------- |
| "Lights Out"     | 2:16    | B-side de "Know Your Enemy" |
| "Hearts Collide" | 2:39    | B-side de "Know Your Enemy" |
| "Favorite Son"   | 2:06    | B-side de "21 Guns"         |

## Créditos
| Críticas profissionais | Críticas profissionais |
| Avaliações da crítica  | Avaliações da crítica  |
| Fonte                  | Avaliação              |
| ---------------------- | ---------------------- |
| AbsolutePunk.net       | 91%                    |
| Allmusic               | 4 de 5 estrelas.       |
| The Guardian           | 4 de 5 estrelas.       |
| Kerrang                | 5 de 5 estrelas.       |
| NME                    | 8/10                   |
| The Observer           | 4 de 5 estrelas.       |
| Rolling Stone          | 4.5 de 5 estrelas.     |
| Spin Magazine          | 3 de 5 estrelas.       |
| USA Today              | 3.5 de 5 estrelas.     |
| MSN                    | 4 de 5 estrelas.       |
| Pop Matters            | 6 de 10 estrelas.      |
| Chicago Tribune        | 4 de 5 estrelas.       |

Green Day
- Billie Joe Armstrong – guitarra, piano, vocal líder
- Tré Cool – bateria, percussão
- Mike Dirnt – baixo, vocal

Músicos adicionais
- Jason Freese – piano
- Tom Kitt – arranjos de cordas
- Patrick Warren – condução de cordas

Gravação e produção
- Butch Vig – produtor musical
- Chris Lord-Alge – engenheiro de mixagem
- Chris Dugan – engenheiro
  - Keith Armstrong, Nik Karpen e Wesley Seidman – assistentes de engenharia
  - Brad Kobylczak, Joe McGrath, Andrew Schubert e Brad Townshend – engenheiros adicionais
- Ted Jensen – masterização
- Shari Sutcliffe – coordenador de produção
- Bill Schneider – coordenador de banda, técnico de guitarra
- Micah Chong – técnico de guitarra
- Kenny Butler e Mike Fasano – técnicos de bateria

Trabalho de arte
- Chris Bilheimer – desenho, fotografia e estêncil
- Andrew Black, Micah Chong e David Cooper – estêncil
- Marina Chavez – fotografia de contracapa

## Histórico de lançamento
| Região         | Data               | Gravadora    | Formato          | Catálogo     |
| -------------- | ------------------ | ------------ | ---------------- | ------------ |
| Mundo          | 15 de maio de 2009 | Reprise      | Download digital | —            |
| Estados Unidos | 15 de maio de 2009 | Reprise      | CD, LP duplo     | 517153       |
| Reino Unido    | 15 de maio de 2009 | Reprise      | CD               | 9362-49802-1 |
| Europa         | 15 de maio de 2009 | Reprise      | CD               | 9362-49802-1 |
| Austrália      | 15 de maio de 2009 | Warner Bros. | CD               | 9362498021   |
| Austrália      | 15 de maio de 2009 | Warner Bros. | CD Deluxe        | 9362497777   |
| Austrália      | 29 de maio de 2009 | Warner Bros. | LP               | 9362497853   |

## Gráfico de desempenho
| Parada musical (2009)   | Melhor posição | Certificações |
| ----------------------- | -------------- | ------------- |
| Media Control Charts    | 1              | 3× Ouro       |
| ARIA Charts             | 2              | Platina       |
| Áustria                 | 1              | Platina       |
| Canadian Albums Chart   | 1              | 2× Platina    |
| Brasil - ABPD           | -              | Ouro          |
| Dinamarca               | 1              | Ouro          |
| Espanha                 | 1              |               |
| Billboard 200           | 1              | platina       |
| European Top 100 Albums | 1              |               |
| Finlândia               | 3              | Ouro          |
| SNEP                    | 1              |               |
| Mahasz                  | 4              |               |
| Irish Albums Chart      | 2              |               |
| FIMI                    | 1              |               |
| Oricon                  | 1              | Ouro          |
| VG-lista                | 1              |               |
| RIANZ                   | 1              | Platina       |
| Mega Top 50             | 4              |               |
| OLiS                    | 6              |               |
| Portugal                | 2              |               |
| UK Albums Chart         | 1              | Platina       |
| Chéquia                 | 1              |               |
| Sverigetopplistan       | 1              | Ouro          |
| Swiss Music Charts      | 1              | Platina       |

| Ano  | Título                   | Melhor posição nas paradas | Melhor posição nas paradas | Melhor posição nas paradas | Melhor posição nas paradas | Melhor posição nas paradas | Melhor posição nas paradas | Melhor posição nas paradas | Melhor posição nas paradas | Melhor posição nas paradas |
| Ano  | Título                   | EUA                        | EUA Alt.                   | EUA Main.                  | AUS                        | SUE                        | NZ                         | RU                         | JPN                        |                            |
| ---- | ------------------------ | -------------------------- | -------------------------- | -------------------------- | -------------------------- | -------------------------- | -------------------------- | -------------------------- | -------------------------- | -------------------------- |
| 2009 | "Know Your Enemy"        | 28                         | 1                          | 1                          | 20                         | 8                          | 19                         | 21                         | 5                          |                            |
| 2009 | "21 Guns"                | 22                         | 3                          | 17                         | 14                         | 2                          | 3                          | 36                         | 12                         |                            |
| 2009 | "East Jesus Nowhere"     | —                          | 17                         | 23                         | —                          | —                          | —                          | —                          | —                          |                            |
| 2009 | "21st Century Breakdown" | —                          | —                          | —                          | —                          | —                          | —                          | —                          | 71                         |                            |